# Ultimate General
Ultimate General (укр. Абсолютний генерал) — серія відеоігор про громадянську війну в США, які зосереджуються на тактиці і військовій історії. Ігри серії розроблені українською компанією Game-Labs і Ніком Томадісом, творцем DarthMod (серії модифікацій, що покликані покращити штучний інтелект в іграх Total War) і одним з найвідоміших творців модифікацій у спільноті Total War.

## Ігри
Серія складається з двох частин — Ultimate General: Gettysburg і Ultimate General: Civil War.
| Гра                          | Дата виходу    | Розробник                |
| ---------------------------- | -------------- | ------------------------ |
| Ultimate General: Gettysburg | 15 жовтня 2014 | Game-Labs та Нік Томадіс |
| Ultimate General: Civil War  | 14 липня 2017  | Game-Labs та Нік Томадіс |

### Ultimate General: Gettysburg
Ultimate General: Gettysburg — перша гра серії, яка дозволяє гравцям очолити тисячі солдатів у битві під Геттісбургом. За словами розробників, гра унікальна тим, що «дає можливість стати генералом армії Союзу або Конфедерації у битві під Геттісбургом, дозволяє відтворити історичні факти або випробувати багато сценаріїв».
Уперше вона стала доступною в Steam у ранньому доступі 12 червня, а повністю вийшла 15 жовтня 2014 року. З моменту виходу гра оновлювалася та остання версія, патч 1.7, була випущена 15 липня 2016 року.
Гра стверджує, що має точні карти з використанням супутникових зображень та історичних карт. Додаткові ігрові функції включають користувацькі битви, де різні командири (ШІ) та багатоденні битви забезпечують можливість повторного проходження. Існують також додаткові користувацькі битви, де гравці можуть розблокувати велику кількість сценаріїв, які можна зіграти у швидкому режимі, або випадковою чи з повною чисельністю підрозділів і розгортанням армії за замовчуванням. Існує також багатокористувацький режим, в якому гра має 18 карт для поєдинків віч-на-віч.
Існують відмінності між версією для iPad та комп'ютерною версією. Гра була перероблена, щоб забезпечити зручність і можливість гри на планшетах, а користувальницький інтерфейс був перероблений. Кампанія тут замінена на 10 місій для кожної сторони, а багатокористувацький режим відсутній.

### Ultimate General: Civil War
Ultimate General: Civil War, на відміну від Gettysburg, пропонує систему кампанії, яка охоплює всю громадянську війну в США 1861—1865 років, включаючи історичні битви, підрозділи та події. Гра вийшла 16 листопада 2016 року в Steam у ранньому доступі. Як версія раннього доступу, гра регулярно оновлювалася, і «завершена версія» гри була випущена 14 липня 2017 року. «Фінальна» версія гри, патч 1.10, вийшла 18 травня 2018 року.
Ігрова кампанія дозволяє гравцям взяти участь у понад 50 битвах, від невеликих сутичок до великих битв, які можуть тривати кілька днів на кількох картах. Успіх гравця, а отже, і кампанії, інтерактивно пов'язаний з діями гравця та результатами битв. Історичні битви також можна грати окремо. Як і в попередній частині, ландшафти битв намальовані вручну, з використанням даних з супутникових та історичних карт.
Повне видання включає такі відомі конфлікти, як: битва при Аквія-Крік, битва при Філіппі, перша битва при Булл-Рані, битва при Шайло, битва при Ґейнс Мілл, битва при Мальверн-Гілл, друга битва при Булл-Рані, битва при Антітамі, битва під Фредеріксбургом, битва при Стоунз-Ривер, битва під Чанселорсвіллом, битва під Геттісбургом, битва при Чікамозі, битва при Холодній Гавані та битва під Річмондом. Користувацькі битви також включають можливість грати в гіпотетичні битви, такі як битва за Вашингтон, та уявні частини історичних конфліктів, а також охоплюють додаткові битви, такі як битва за будівлю суду Спотсильванії.